# Tonina Torrielli
Tonina Torrielli (Serravalle Scrivia, 1934. március 22. –) olasz táncdalénekesnő. Olaszország egyik első képviselője volt az első, 1956-os Eurovíziós Dalfesztiválon, a másik olasz képviselő Franca Raimondi volt. Amami se vuoi című dalának eredményét a mai napig nem hozták nyilvánosságra.

## Diszkográfia

### Nagylemezek
- 1956: I successi (Cetra, LPA 55) (LP 10")
- 1957: Tonina Torrielli (Cetra, LPA 106)
- 1961: Le canzoni d'oro (Cetra, LPB 35016)
- 1967: Tonina Torrielli (Cetra LPP 85)

### Kislemezek
- 1956: Il cantico del cielo/Anima gemella
- 1956: Amami se vuoi/Musetto
- 1956: Il bosco innamorato
- 1956: Qualcosa è rimasto/Aprite le finestre
- 1956: Adduormete/'E rrose d''o core
- 1956: Tornerà/Amoureuse
- 1956: Tango del cuore/Nessuna cosa al mondo
- 1956: Re pastore/Tre cammelli
- 1957: Scusami/Il nostro si
- 1957: Addormentarmi così/Tornerai
- 1957: La strada più bella del mondo/Sotto la cenere
- 1957: Re pastore/Buon natale a te
- 1958: L'edera/Mille volte
- 1958: Buenas noches mi amor/Return to me
- 1958: Mille volte/L'edera
- 1958: Portami tante rose/Il valzer delle candele
- 1958: Aufwiedersehen/Amico tango
- 1958: Niente cchiu'/Ti scrivo e piango
- 1958: Verde luna/La violetera
- 1958: Les gitans/Paloma d'argento
- 1958: Historia de un amor/Júlia
- 1958: Sotto i ponti del Po/ La limonara del ferry-boat
- 1958: Buenas noches mi amor/Return to me (ritorna da me)
- 1958: Marjolaine/L'amore
- 1958: Prendi quella stella/Questo nostro amore
- 1959: Tua/Nessuno
- 1959: Adorami/Il nostro refrain
- 1959: Per tutta la vita/La vita mi ha dato solo te
- 1959: La fine/Il tuo diario
- 1959: Infinito amore/Canzone tra le stelle
- 1959: Signora illusione/Ultima preghiera
- 1959: Domani/Fumo negli occhi
- 1959: Tu che ti chiami amor/Bacio di fuoco
- 1959: Les gitanes/Paloma d'argento
- 1959: Fascination/Andalucia
- 1959: Oceano/Sortilegio d'Andalusia
- 1959: L'amore è il più grande ideale/Il giramondo
- 1959: Viole del pensiero/Ancora fra le tue braccia
- 1959: Un sogno fantastico/Se ridi del mio amor
- 1959: Ninna nanna/Ave Maria
- 1960: Galoppata d'amore/Canzone d'amore armena
- 1960: Appuntamento a Madrid/Mi arrendo
- 1960: Perderti/Colpevole
- 1960: Cielo e terra/Ma che fortuna
- 1960: Piccola città/Con queste mani
- 1960: Portami a Roma/Mare di sabbia
- 1960: Il cielo m'ha dato una stella/L'eco della sua voce
- 1960: Anima smarrita/Volesse il ciel
- 1960: Nessuno al mondo/Fra le mie braccia
- 1960: Fra le mie braccia/Vicino a te
- 1960: Ci amammo così/Rapsodie
- 1960: Arlecchino gitano/Esisto
- 1960: Per sempre, per sempre/L'uomo del mare
- 1961: Febbre di musica/Qualcuno mi ama
- 1961: Tempo di mughetti/Como se viene va
- 1961: Calcutta/Pepe
- 1961: Sera di pioggia/Miracolo d'amore
- 1961: Gin gin gin/Burattino
- 1961: La nostra estate/È musica
- 1962: Aspettandoti/Gondolì gondolà
- 1962: Le mani piene di stelle/Noi, chi siamo?
- 1962: Chitarra e pistola/Un mondo
- 1962: La borsetta/Place Pigalle
- 1962: Mezzanotte tango/Presentimento
- 1962: Siamo parte del ciel/Concerto azzurro
- 1962: Le rose sono rosse/Il mondo dei giovani
- 1963: Come è piccolo il cielo/Perdonarsi in due
- 1963: Ivan Ivanovick/Lolita di Siviglia
- 1964: Piangi amore piangi/Come Wally
- 1964: Noi/La nostra canzone
- 1965: Tempo di mughetti/Il valzer delle candele
- 1965: Pallida mimosa/Addio Tabarin

### Középlemezek
- 1956: Aprite le finestre/Amami se vuoi/La vita è un paradiso di bugie/Il cantico del cielo
- 1956: Portami tante rose/Andalucia/Musica proibita/Amami se vuoi
- 1956: Ideale/Aprite le finestre/Qualcosa è rimasto/Perché vivo
- 1956: Pepote/Estrellita/Sogno/Inno all'amore
- 1957: La cosa più bella/Scusami/Intorno a te è sempre primavera/Il nostro sì
- 1957: Pepote/Estrellita/Sogno/La cosa più bella
- 1957: Fuoco verde/Tornerà/Croce de oro/Tango del cuore
- 1958: Parole d'amore sulla sabbia/Fascination/Mandolin serenade/Intorno al mondo
- 1958: Una notte ancora/Non ero così/Inno all'amore/Piccola fioraia
- 1958: Mille volte/L'edera/Nozze d'oro/I trulli di Alberobello
- 1958: La violetera/Ti scrivo e piango/Amico tango (Duo Fasano-val) /Verde luna
- 1959: Tua/Nessuno/Adorami/Per tutta la vita
- 1959: Ascolta mamma (T. Torrielli)/Tutte le mamme (G. Latilla)/Tu ce l'hai la mamma (C. Villa)/Mamma buona notte (C. Villa)
- 1959: Les gitanes/Domani/Ultima preghiera/TU che ti chiami amor
- 1959: La fine/Sotto i ponti del Po/Marjolaine/Prendi quella stella
- 1960: Perderti/Colpevole/Il mare/ Splende l'arcoballeno

### Külföldi kiadású középlemezek
- 1958: I'll remember...Venezia (Fonit Cetra, EPE 3029; Tonina Torrielli a Te vojo Ben c. dalt énekli;a középlemez Argentínában jelent meg)
- 1958: Les gitans/Tu che ti chiami amor/Domani/Ultima preghiera (Fonit Cetra, EPE 3076;Argentínában jelent meg)